# Зонеберг
Зонеберг (њем. Sonneberg) град је у њемачкој савезној држави Тирингија. Једно је од 16 општинских средишта округа Зонеберг. Према процјени из 2010. у граду је живјело 22.807 становника. Посједује регионалну шифру (AGS) 16072018.

## Географски и демографски подаци
Зонеберг се налази у савезној држави Тирингија у округу Зонеберг. Град се налази на надморској висини од 330–640 метара. Површина општине износи 45,4 km². У самом граду је, према процјени из 2010. године, живјело 22.807 становника. Просјечна густина становништва износи 502 становника/km².

## Међународна сарадња
| Мјесто           | Држава    | Врста сарадње | Од    |
| ---------------- | --------- | ------------- | ----- |
| Шевеж            | Француска | пријатељство  | 2000. |
| Клостернојербург | Аустрија  | пријатељство  | 1995. |
| Фођа             | Италија   | пријатељство  | 1995. |
| Извор            |           |               |       |